# Gestamp HardTech
Gestamp HardTech är ett företag i Luleå som tillverkar bildelar, verktyg och redskap av stål.
Gestamp HardTechs ursprung finns som en forskning och utvecklingsavdelning inom Norrbottens Järnverk. 1975 utvecklade Norrbottens Järnverk tillsammans med Luleå tekniska universitet presshärdningstekniken, som ursprungligen användes av jordbruksindustrin. 1978 överfördes Norrbottens Järnverk till SSAB. HardTechs inriktning ändrades till bilindustrin, och 1982 sålde SSAB rättigheterna till presshärdningstekniken till Plannja AB, dotterbolag till SSAB. HardTechs inriktning ändrades till bilindustrin. 1991 fick HardTech kontraktet att utveckla ett sidokrocksskydd till Ford Mondeo. 1996 togs beslut att expandera företaget genom att öppna tillverkning i Mason, Michigan i USA.
2005 köptes HardTech från SSAB av det spanska företaget Gestamp Automoción.